# Orgilus rasilis
Orgilus rasilis är en stekelart som beskrevs av Muesebeck 1970. Orgilus rasilis ingår i släktet Orgilus och familjen bracksteklar. Inga underarter finns listade i Catalogue of Life.